# Zoe Blyau
Zoe Blyau (artiestennaam Zoe Bizoe) (Barcelona, 15 oktober 1988) is een Gentse cabaretière en burlesque-danseres. Haar voornaam wordt niet uitgesproken als 'Zoë' maar als 'zoen' zonder 'n'.
Ze begon haar carrière in 2012 als danseres bij de Retronettes, een dansgroep gespecialiseerd in vintage-dansen, waarmee ze onder meer optrad op Tomorrowland.
Vanaf 2017 treedt Blyau solo op. Ze omschrijft haar voorstellingen als 'cabaresque': "een mengeling van cabaret en burlesque waarbij gedanst, gezongen en verhalen verteld worden." In 2018 verzorgt ze met een ingekorte versie van haar show het voorprogramma van stand-upcomedian David Galle' zaalshow 'Erover'..
In de loop van 2018 en 2019 won Blyau met haar bekendste burlesque-act, 'Bird of Paradise' 7 titels in internationale burlesque-wedstrijden onder meer de "International Crown" op de World Burlesque Games in Londen (Verenigd Koninkrijk). In 2021 haalde ze de finale van Belgium's Got Talent met een act over de onthoofding van Marie Antoinette.
Zoe Blyau presenteert samen met Leander van het Groenewoud (zanger Alex Verdi) en Dries Hoof (Bassist Wallace Vanborn) maandelijks het radioprogramma Radio Rosie op Urgent.fm.

## Onderscheidingen
- In 2018 ontving Zoe de  "Best Comic Act" en "Queen Taormina" titel op het Toarmina Burlesque Festival In Sicilie[7]
- In 2019 ontving Ze de "International Crown" op de World Burlesque Games in Londen[8]
- In 2019 ontving Zoe de "Queen of Hearts" (publieksfavoriete) en "Princess" titels op de  ‘European Queen of Burlesque’ pre-selecties in Zürich[8]
- In 2019 ontving ze de "Queen" titel op het Cabaret & Burlesque Festival in Torino
- In 2019 ontving Zoe de  "Coup de Coeur" op het international internationaal burleskfestival in Strasbourg[10]